# Alginsav
Az alginsav (más néven E400) egy viszkózus, gumiszerű anyag, mely a barnamoszatok sejtfalában nagy mennyiségben fordul elő. Innen a neve: alga latinul moszatot, hínárt jelent. A VIII. Magyar Gyógyszerkönyvben Acidum alginicum    néven hivatalos.  

## Formái
Az ipari felhasználásra kerülő alginsavat általában a Macrocystis pyriferaból, Ascophyllum nodosumból vagy a Laminaria fajokból állítják elő.
Az alginát jó vízmegkötő képessége miatt testsúlycsökkentő készítményekben, a papír- és textilgyártás során egyaránt alkalmazzák. Felhasználják továbbá víz- és tűzálló anyagok gyártásakor, zselésítőanyagként, valamint a vérben oldott állapotban lévő mérgező fémek megkötésére (a túl sok alginsav bevitele meggátolhatja a vas felszívódását, mert leköti azt).
Megjelenése tág határok között mozog:
- Színe: fehér, sárga, sárgásbarna
- Állaga: granulátum, por, zselé

Vízben és szerves oldószerekben nem oldható, nátrium-karbonát, nátrium-hidroxid és trinátrium-foszfát lúgos oldatában lassan oldható.

## Felhasználási területei
- a gyógyszeriparban széles körben alkalmazzák
- égési sérülések esetén elősegíti a sérült rész gyógyulását
- fémmérgezés esetén fémek megkötésére használják
- élelmiszerekben sűrítőanyagként, stabilizálószerként, zselésítő anyagként, valamint emulgeálószerként használják E400 néven.